# Evangelisch-Lutherisches Dekanat Dinkelsbühl
Das Evangelisch-Lutherische Dekanat Dinkelsbühl ist eines der 18 Dekanate des Kirchenkreises Ansbach-Würzburg. Amtierende Dekanin ist seit 1. Januar 2025 Uta Lehner. Sie leitet zugleich die Dekanatsbezirke Feuchtwangen und Wassertrüdingen, bis sie nach der offiziellen Fusion der drei Gebiete dem neuen Evangelisch-Lutherischen Dekanatsbezirk an Sulzach und Wörnitz vorstehen wird. Die Neugründung wird voraussichtlich am 1. Januar 2026 rechtswirksam.

## Geografie
Der Dekanatsbezirk Dinkelsbühl liegt im äußersten Südwesten des Landkreises Ansbach an der Grenze zu Baden-Württemberg. Das Zentrum der Region bildet die große Kreisstadt Dinkelsbühl.

## Geschichte
Die Gemeinden des Dekanats können auf evangelische Traditionen bis zur Reformationszeit zurückblicken.
Die Reichsstadt Dinkelsbühl bestellte, nachdem sie 1532 das Kirchenpatronat erworben hatte, 1533 den ersten evangelischen Pfarrer. Die Stadt wurde bis zum Schmalkaldischen Krieg zu 90 % evangelisch. Nach der Niederlage des Schmalkaldischen Bundes erzwang der Kaiser mit dem Augsburger Interim die Einsetzung eines katholischen Rats. Das Münster St. Georg wurde 1549 zur alleinigen Benutzung den Katholiken zurückgegeben. Für die Evangelischen, die 80 % der Bevölkerung stellten, wurde die viel zu kleine Heilig-Geist-Kirche zugewiesen. Die Pfarreirechte lagen bei St. Georg, so dass evangelische Taufen nur außerhalb der Stadt erfolgen konnten. Das wurde auch mit polizeilicher Gewalt durch Verhaftung von evangelischen Pfarrern durchgesetzt. Mit dem Westfälischen Frieden wurden die Parität hergestellt. Im gleichen Zug erhielt die evangelische Gemeinde die Zusage, ihre eigene Kirche bauen zu dürfen. Es fehlte ihnen nach den Verwüstungen des Dreißigjährigen Kriegs jedoch lange an Geld. Erst nach dem Besuch von König Ludwig I. im Jahr 1826 kamen allmählich entsprechende Mittel zusammen, um die ehemalige Karmeliterkirche abzureißen und durch die St.-Pauls-Kirche zu ersetzen. 1843 wurde diese Kirche mit ca. 1500 Sitzplätzen eingeweiht. Im Landgebiet der Reichsstadt Dinkelsbühl blieben die Gemeinden Sinnbronn und Greiselbach durch das Augsburger Interim hinweg evangelisch. Wilburgstetten und Villersbronn wurden wieder katholisch.
Im Markgraftum Brandenburg-Ansbach wurde 1528 die Reformation eingeführt. In Orten mit strittigen Rechten mitunter auch später. Im heutigen Dekanatsbezirk Dinkelsbühl wurde in folgenden Ansbacher Orten die Lehre Luthers eingeführt: 1528 Illenschwang, Lehengütingen, Obermichelbach, Untermichelbach, Schopfloch, um 1530 Wittelshofen, 1541 Frankenhofen, 1563 Dorfkemmathen, 1566 Weidelbach. Der Zeitpunkt der Einführung der Reformation im ansbachischen Ort Dühren lässt sich nicht bestimmen.
Im Raum Dinkelsbühl liegen die nordöstlichen Ausläufer der evangelisch gesinnten Grafschaft Oettingen-Oettingen. Die Grafen hoben 1558 das Benediktinerkloster Mönchsroth auf. Die Gemeinde wurde evangelisch. Im gleichen Jahr wurde in Segringen die Reformation eingeführt. Der Ort Weiltingen war strittig zwischen Oettingen, Ansbach und dem Rittergut der Herren von Knöringen. Der Ort wurde zwischen 1545 und 1562 evangelisch. Ab 1616 war Württemberg der Eigentümer des Ritterguts. Veitsweiler gehörte zum Rittergut Weiltingen. Hier konnte die Reformation 1555 eingeführt werden.
Nach dem Übergang des Gebiets an das Königreich Bayern wurde am 7. Dezember 1810 das Dekanat Dinkelsbühl errichtet. Im Jahr 1898 hatte der Dekanatsbezirk 13626 Kirchenmitglieder und 17 Pfarrer, die in Dinkelsbühl, Dorfkemmathen, Frankenhofen, Greiselbach, Illenschwang, Lehengütingen, Mönchsroth, Obermichelbach, Schopfloch, Segringen, Sinbronn, Veitsweiler, Weidelbach, Weiltingen und Wittelshofen saßen.

## Kirchengemeinden
Das Dekanat hat rund 14.000 Gemeindeglieder in 18 Kirchengemeinden, die zu acht Pfarreien zusammengefasst sind. Im Folgenden sind die Pfarreien, deren zugehörige Kirchengemeinden, sowie deren Kirchengebäude aufgeführt:
- Pfarrei Dinkelsbühl
  - Kirchengemeinde Dinkelsbühl mit der Heilig-Geist-Kirche (1380, 1774) und St. Paul (1843).
- Pfarrei "Der gute Hirte"
  - Kirchengemeinde Dorfkemmathen, Zur Lieben Frau
  - Kirchengemeinde Dühren, St. Michael
  - Kirchengemeinde Obermichelbach, St. Michael
  - Kirchengemeinde Untermichelbach, St. Leonhard
  - Kirchengemeinde Wittelshofen, St. Martin
- Pfarrei Illenschwang
  - Kirchengemeinde Illenschwang, St. Andreas
  - Kirchengemeinde Sinbronn, St. Peter, Kapelle St. Maria in Bernhardswend
- Pfarrei Lehengütingen-Weidelbach
  - Kirchengemeinde Lehengütingen, St. Wendelin
  - Kirchengemeinde Weidelbach, St. Ulrich
  - Kirchengemeinde Zwernberg, St. Nikolaus
- Pfarrei Mönchsroth
  - Kirchengemeinde Mönchsroth, Dorfkirche St. Oswald und Aegidius, Klosterkirche St. Peter und Paul
  - Kirchengemeinde Greiselbach, St. Stephanus
- Pfarrei Schopfloch
  - Kirchengemeinde Schopfloch, St. Martin
- Pfarrei Segringen
  - Kirchengemeinde Segringen, St. Vinzenz (12. Jh.)
- Pfarrei Weiltingen
  - Kirchengemeinde Weiltingen, Pfarrkirche St. Peter (Mitte 15. Jh., Fürstengruft), Friedhofskirche St. Leonhard, in Ruffenhofen Wehrkirche St. Nikolaus
  - Kirchengemeinde Frankenhofen, St. Bartholomäus (spätes 14. Jh.)
  - Kirchengemeinde Veitsweiler, St. Veit

## Bedeutende Pfarrerspersönlichkeiten
- Karl Theodor Krafft (1804–1878), Pfarrer auf der 3. Pfarrstelle Dinkelsbühl 1839–1846
- Samuel Gottfried Christoph Cloeter (1823–1894), Pfarrer in Illenschwang 1861–1880
- Georg Bickel (1862–1924), Pfarrer in Mönchsroth 1889–1924
- Christian Bürckstümmer (1874–1924), Pfarrer in Dinkelsbühl 1909–1914 und Autor des zweibändigen Werks "Geschichte der Reformation und Gegenreformation in der ehemaligen freien Reichsstadt Dinkelsbühl" (1914f)
- Friedrich Ulmer (1877–1946), Dekan 1920–1924
- Theodor Heckel (1894–1967), Auslandsbischof, verbrachte seine Kindheit als Pfarrersohn in Schopfloch
- Karl Steinbauer (1906–1988), Pfarrer in Lehengütingen 1946–1951
- Gisela Bornowski (* 1961), Pfarrerin in Obermichelbach und Untermichelbach, später auch in Dorfkemmathen 1990–2002